# 센난

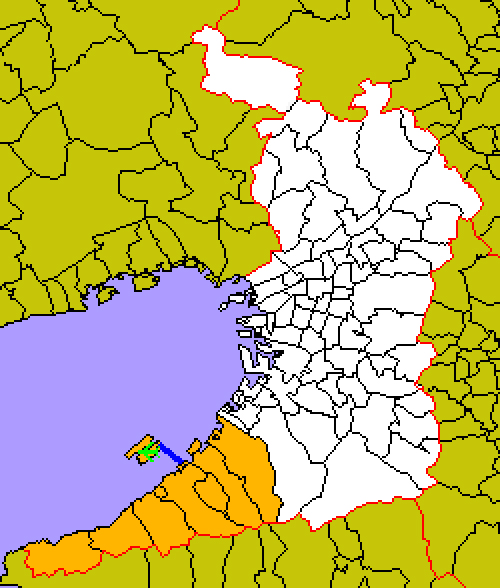
센난

센난(泉南)은 이즈미국 남부에서 유래하는 지명이다. 현재의 일본 오사카부 남서부에 해당한다.